# Денацифікація

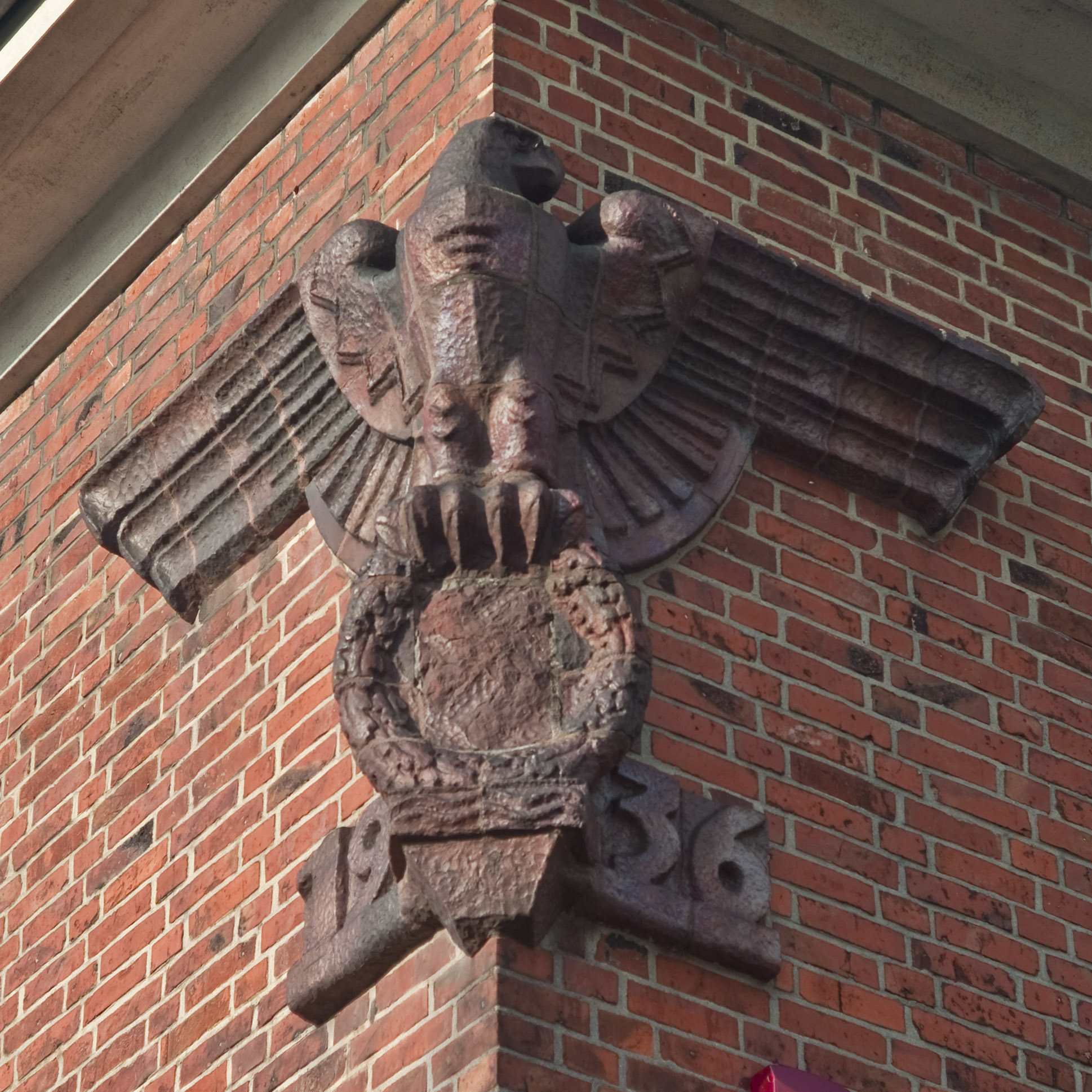
Німецький орел з демонтованою свастикою

Денацифікація — система заходів зі звільнення економіки, політики, культури, ЗМІ та юриспруденції колишнього Третього Рейху (Німеччини та Австрії) від впливу та наслідків націонал-соціалізму після Другої світової війни. Це поняття маніпулятивно використовується російською пропагандою як привід для вторгнення в Україну.
Також це поняття використовується, як метод протидії рашизму / путінізму /"русскому міру", як сучасної імперської ідеології Росії .

## Німеччина
Членами НСДАП були близько 8 млн людей, що складало 10% від населення держави. Ще більше належали до дотичних нацистських організацій: Німецький робітничий фронт (~25 млн), Націонал-соціалістична народна благодійність (~17 млн), Націонал-соціалістична жіноча організація тощо. Загалом до таких організацій було залучено до 45 мільйонів людей.
Програму було прийнято країнами антигітлерівської коаліції на Потсдамській конференції у серпні 1945 року. Денацифікація втілювалася в життя Контрольною радою та місцевими комісіями. 11 травня 1951 року було прийнято відповідний закон.
Денацифікація проводилась разом з демілітаризацією та демократизацією суспільства і державних інститутів.
Виконання програми денацифікації у сфері усунення колишніх функціонерів нацистського режиму з державних, політичних та керівних посад Німеччини було поступово уповільнено у зв'язку з початком Холодної війни та військового протистояння Західної Європи та комуністичного СРСР[джерело?].

### Західна Німеччина
Канцлер Конрад Аденауер вважав денацифікацію неефективною: в його намірах було сконцентрувати зусилля на виплати компенсацій жертвам нацистського режиму натомість (програма Wiedergutmachung). 1951 року денацифікацію було скасовано відповідними законами. Колишні посадовці, за винятком основних злочинців, отримали можливість знову обіймати посади.
Амністійні закони стосувались приблизно 792,176 людей. Таким чином, багато колишніх членів НСДАП знову опинились в політиці: наприклад, 77% членів Міністерства юстиції в 1957 році належали до нацистської партії в минулому.
Причетність до партії часто приховувалась. В 1950 відбувся скандал через голову канцелярії Ганса Ґлобке, що брав опосередковану участь у створенням Нюрнберзьких расових законів. Курт Ґеорґ Кізінґер (канцлер ФРН в 1966–1969 рр), Вальтер Шеєль (президент ФРН в 1974–1979 рр) та Курт Вальдгайм (4-й Генеральний секретар ООН в 1972–1981 рр та президент Австрії в 1986–1992 рр) приховували своє минуле.

## Росія
Щодо необхідності денацифікації Росії висловилося багато  українських та міжнародних публічних діячів.

Український історик Володимир В'ятрович зазначив:
Після військової поразки Росії українці та наші союзники не повинні заспокоюватися. Заради гарантій нормального розвитку цієї країни та всього світу вони мають взяти на себе відповідальність за демілітаризацію, денацифікацію, депутінізацію Росії. Викорінити зі суспільної свідомості росіян наслідки панування рашизму, злочинної авторитарної ідеології. Це стане початком змін, які увінчаються появою на території Росії низки національних демократичних країн, у кожній з який пам‘ятатимуть і засуджуватимуть злочини часів Путіна.
Американський історик Тімоті Снайдер зазначив:
Моє базове розуміння, що верхівка цього режиму – фашистська. Це про протиставлення волі реальності, і про романтизацію минулого золотого віку. І дуже часто фашизм є прямолінійним, як у випадку з Путіним та Ільїним, Дугіним, Прохановим. Усі ці люди, безумовно, – чисті фашисти. Більшість російського телебачення є фашистським, особливо останні пів року. Це повна залежність від великої брехні і ставлення до українців як до людей нижчого сорту. Дуже часто відкрито згадується необхідність їх знищити. Отже, Росія – фашистська у своїй верхівці, фашистська в пропаганді,
Міжнародна спільнота та громадська платформа Форум Вільних Народів Постросії, що об'єднує більше 200 учасників (представників корінних народів Росії, російських опозиціонерів, європейських, американських, азійських інтелектуалів та дипломати, парламентарії, міністрів та політиків) послідовно заявляє про необхідність денацифікації сучасної Росії  на кожному форумі.

## Україна
Щодо негерманського суспільства цей термін вжив Володимир Путін 24 лютого 2022 року в оголошенні так званої «спеціальної воєнної операції» в Україні, Російського вторгнення в Україну, метою якої мала бути «демілітаризація та денацифікація» України. Це підтвердили наступного дня Міністр закордонних справ Сергій Лавров та прессекретар Дмитро Пєсков, який пояснив, що це означає:
В ідеалі треба звільнити Україну, зачистити її від нацистів, пронацистськи налаштованих людей та ідеологій.
Таке «виправдання» вторгнення викликало чималу критику та протест, уряд Росії звинуватили в хибних уявленнях щодо української державності.
Слово «денацифікація» є одним із прикладів російської новомови, що слугує для приховування реальності та зміщенні акцентів на вигідні Росії. Цей термін покликаний створити образ українців як ворога (демонізація), ототожнюючи їх дії зі злочинами нацистів Третього Райху.
Після спаду популярності «денацифікації» російські посадовці та пропаганда почали просувати ідентичну за формою та змістом «десатанізацію» для демонізації українців. Таким чином росіяни намагались подати війну як «священну боротьбу» проти вигаданої «тоталітарної гіперсекти» за «традиційні духовні цінності».
Примітно, що при цьому у складі російської армії діють відкрито неонацистські підрозділи, як от ДШРГ «Русич».

## Галерея

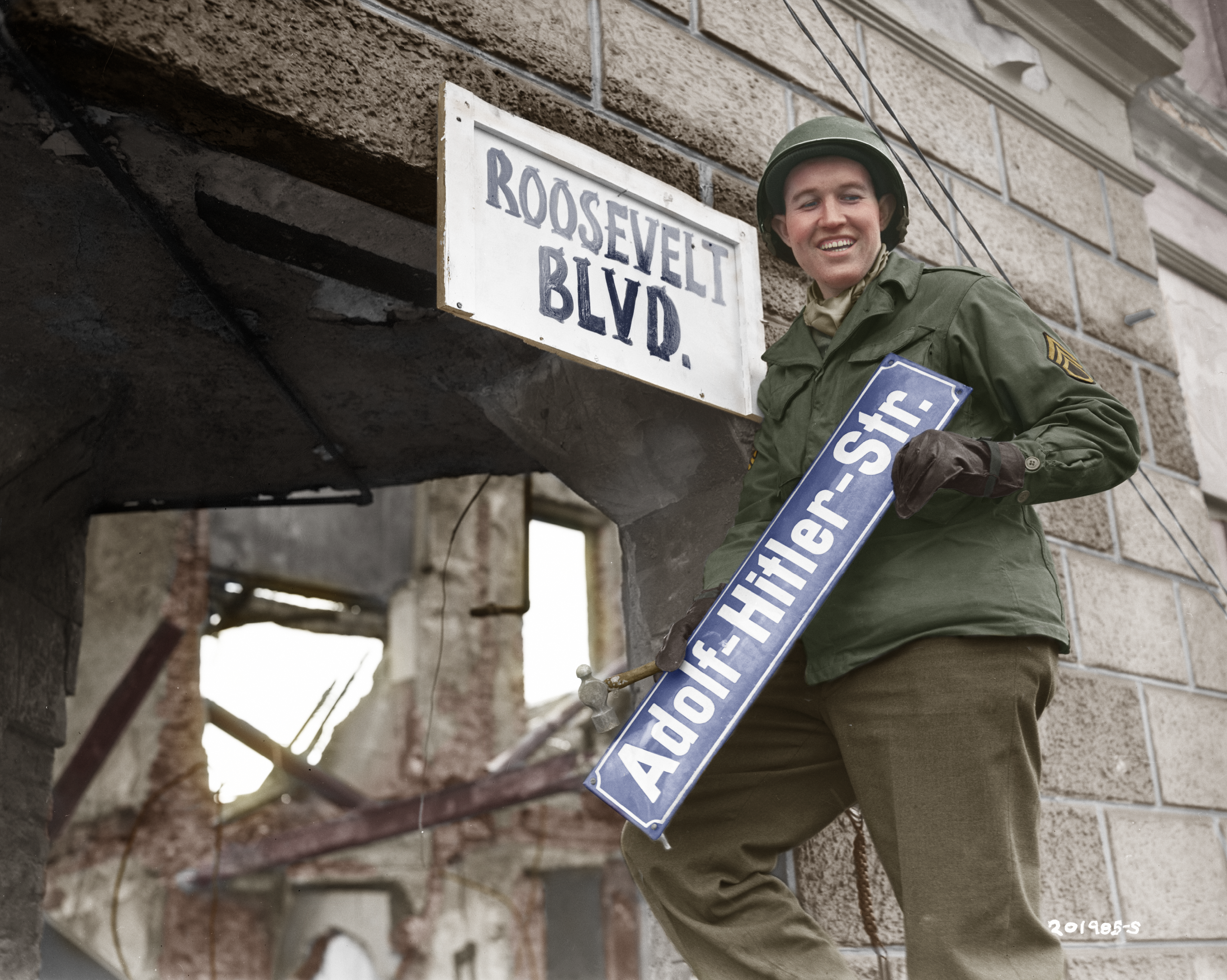
Заміна таблички «вулиця Адольфа Гітлера» на «бульвар Рузвельта» в місті Крефельд
Знищення свастики на території з'їздів НСДАП
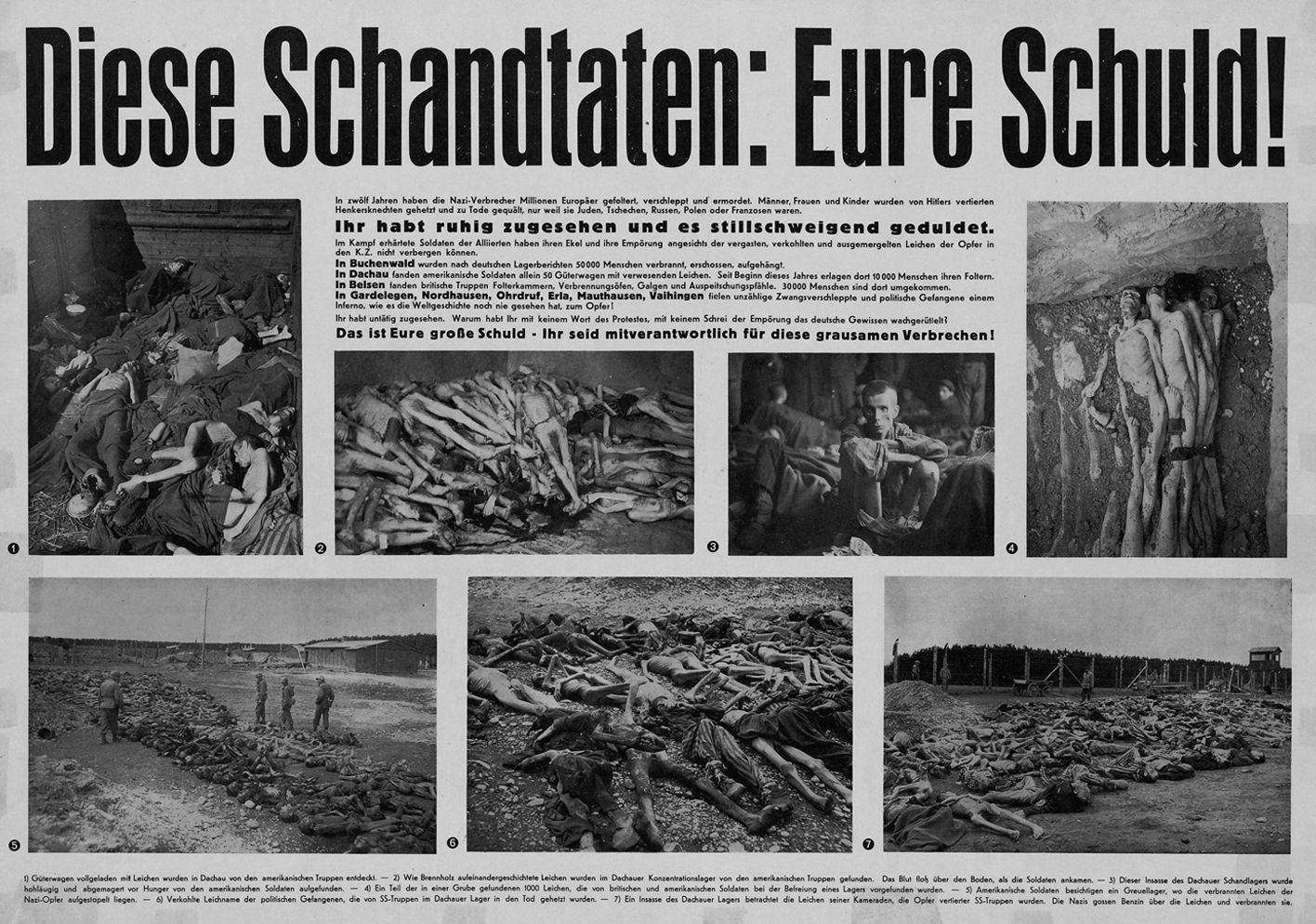
Американський постер з надписом «Ці звірства — ваша провина», що поширювали Німеччиною